# Histoire de l'agriculture en Italie
 (février 2014).
Si vous disposez d'ouvrages ou d'articles de référence ou si vous connaissez des sites web de qualité traitant du thème abordé ici, merci de compléter l'article en donnant les références utiles à sa vérifiabilité et en les liant à la section « Notes et références ».

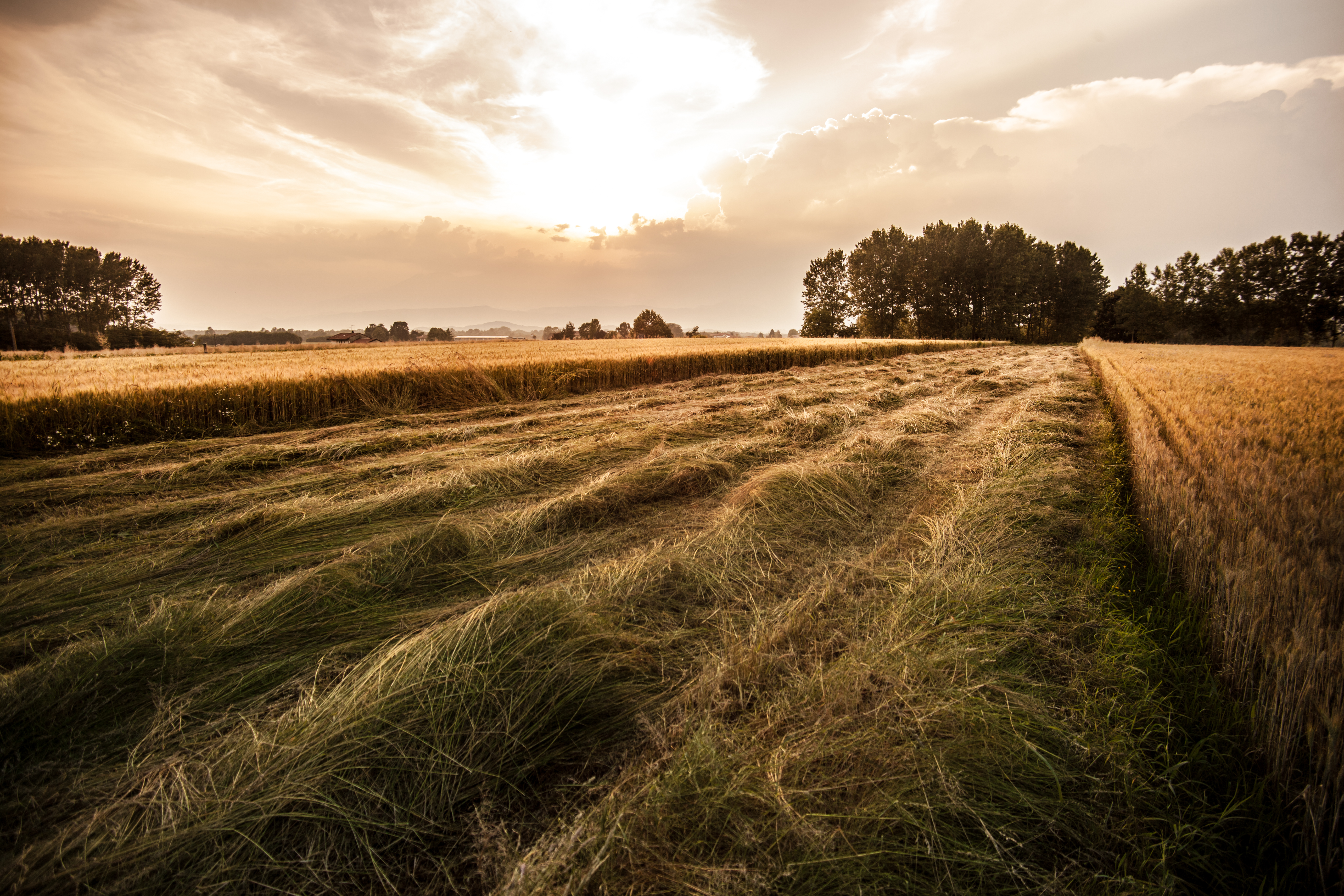
Champ en Italie

L’histoire de l’agriculture italienne débute au Ve millénaire av. J.-C.

## Préhistoire
L’agriculture apparaît en Italie 5000 ans av. J.-C. Les archéologues ont identifié les parcours suivis par les premiers agriculteurs d'Anatolie qui ont diffusé les nouveautés de la révolution néolithique à travers le continent européen, d'abord le long des côtes méditerranéennes, puis le long de la Sicile, où ils créèrent des villages dont les outils et surtout la vaisselle étaient identiques à ceux des premiers villages agricoles du croissant fertile (Anatolie, Syrie, Palestine, vallées du Tigre et de l'Euphrate).
Plus tard, après avoir franchi l'obstacle des Alpes, arrivèrent les paysans venant du Danube, qui bâtirent des villages ayant les mêmes caractéristiques que ceux de l’époque néolithique dans les Balkans, dont l’outillage avait, en l’espace d’un millénaire, enregistré des évolutions assez importantes.

## Antiquité
À l’âge du bronze, la plaine du Pô était colonisée par la civilisation des terramare, caractérisée par les habitations du type palafitte liée à la civilisation lacustre typique de la Suisse. Les habitants des terramare avaient perfectionné les méthodes de culture et d’élevage des débuts du néolithique, méthodes qui sont restées les mêmes jusqu'au Moyen Âge. Cette exploitation a permis un peuplement à densité stable pendant toute cette période.
À l’âge du fer, la péninsule devint le centre de la République, puis de l’Empire romain. En Orient s’étaient développés les grands centres de production de céréales (blé et orge). Rome, qui s’était imposée au centre de la péninsule, dans une région qui n’avait pas les caractéristiques nécessaires à la culture extensive du blé, conquit les grandes plaines du monde connu. Les pays dont les frontières n’étaient pas menacées furent exploités pour nourrir la population de Rome. Les pays situés près des frontières menacées, comme celles du Rhin et du Danube, furent chargés de produire le blé nécessaire au ravitaillement des légions campées sur ces frontières, ce qui fut le cas de la France.
Dans les régions les plus fertiles et les plus proches de la capitale se développèrent des techniques de culture (fruits et légumes) et d’élevage (cochons, moutons, volailles), à caractère pré-industriel. En analysant les particularités de cette agriculture, l’espagnol Lucius Moderatus Columelle, propriétaire terrien écrivit un traité sur l'agriculture latifundiaire, inspiré du De agricultura de Caton l'Ancien. Son Res rustica représente la source la plus importante d'information sur l'agriculture romaine.

## Moyen Âge
Après la fin de l’Empire, et pendant presque mille ans, il y eut une régression à une économie plus proche de celle de l’âge du bronze que de celles qui avaient triomphé autour des métropoles de la Grèce et de l'Italie romaine. La productivité des champs, assez mal cultivés, s’était sensiblement réduite, mais le faible peuplement, qui consistait en petits villages dispersés dans un paysage de bois et de marais, permettait à ces petites sociétés de paysans-bûcherons d’obtenir une partie importante de leur subsistance à partir des milieux naturels, prairies et marais : viande, poissons, miel, fourrures, textiles.
Vers la fin du Moyen Âge, lorsque se développa en Europe la société du grand artisanat et des échanges commerciaux, l'agriculture nouvelle apparut d'abord en Flandres, dans la plaine du Pô et dans les plaines mineures de l’Italie centrale. Ce fut dans la plaine du Pô qu’on vit l’épanouissement d’un système nouveau de relations entre l’homme et les ressources de la nature : une agriculture fondée sur l’irrigation. Dans les pays du Moyen-Orient, l’irrigation avait permis, des milliers d’années auparavant, une production de blé sur des terres qui n’étaient, pour des raisons climatiques, que des déserts. Mais l’agriculture italienne du bas Moyen Âge fut surtout l’agriculture de l’élevage intensif, de la production de textiles et de fruits et légumes à grande échelle.

## Époque moderne
Grâce au peuplement favorisé par l’abondance d’aliments, les villes italiennes devinrent de grands centres d’exportation des produits les plus recherchés sur les marchés de l’époque, laines, armes, verres, fromages d’une qualité inimitable et capables d’une longue conservation. La richesse des villes italiennes, qui n’étaient pas protégées par un appareil politique et militaire proportionné à leur opulence, excita la convoitise des deux puissances de l’époque, la France et l'Espagne, dont les armées se défièrent, pendant deux siècles, sur les fertiles champs de la péninsule, en transformant un des pays les plus riches du continent en terre de misère économique et civile, dont les chroniques du XVIIe siècle nous donnent le sombre témoignage.
Au siècle des Lumières, l’agriculture de la Lombardie reprit son essor, et la richesse des campagnes qui environnaient Milan, fondée sur le fromage et la soie, fit de cette ville une des plus riches d’Europe, soutenant un rayonnement culturel identique à celui des grandes capitales de cette période de l’histoire européenne. En dehors de la Lombardie la mainmorte était souveraine, consistant en une plèbe de paysans misérables qui labouraient des terres dans le même état que les latifundia de l'Empire romain agonisant, dont seulement l’immensité permettait de soutenir le luxe d’une aristocratie foncière aussi paresseuse qu’indifférente à tout stimulus culturel, économique et civique.

## Époque contemporaine
Le XIXe siècle fut le siècle du Risorgimento, un mouvement auquel les classes paysannes ne prirent aucunement part. Ce mouvement aboutit à un type de gouvernement où les propriétaires terriens de la droite puis de la gauche historiques, bénéficiaires d’une agriculture arriérée, étaient majoritaires et confortèrent leurs propres privilèges en faisant supporter les effets de la crise agraire aux paysans, aggravant encore leur condition. La période commencée, à la fin du siècle, avec les cabinets de Giovanni Giolitti, qui ouvrirent au pays des horizons nouveaux (it) de progrès économique et social, fut stoppée par la Grande Guerre, et suivie par la longue période de marasme politique de l'ère giolittienne qui conduisit au fascisme, dont la politique agricole prioritaire était d'accroître la production de blé pour pouvoir ravitailler les armées.